# (826) Henrika
(826) Henrika est un astéroïde de la ceinture principale.

## Caractéristiques
Il a été découvert le 28 avril 1916 par Max Wolf à Heidelberg.	
Sa désignation provisoire était 1916 ZO.
Les calculs d'après les observations du télescope IRAS lui accordent un diamètre d'environ 19 kilomètres.